# Ursi Breidenbach
Ursi Breidenbach (* 8. März 1975 in Leoben, Steiermark) ist eine österreichische Autorin, die vor allem Unterhaltungsromane und unterhaltende Sachbücher schreibt.

## Leben
Ursi Breidenbach wurde 1975 in Leoben geboren. Sie ist die Nichte des österreichischen Kabarettisten Martin Flossmann. Nach einem abgeschlossenen Kunstgeschichtestudium an der Universität Wien absolvierte sie einen postgradualen Lehrgang für Kulturmanagement am Institut für Kulturwissenschaften in Wien. Danach arbeitete sie mehrere Jahre im Ausstellungswesen und betrieb eine Galerie. Ihr erster Roman erschien 2011. 2023 wurde ihr Roman „Sterne über Korsika“ mit dem Literaturpreis von DELIA – Vereinigung deutschsprachiger Liebesroman-Autoren und -Autorinnen ausgezeichnet.

## Auszeichnungen
- 2023: DELIA-Literaturpreis (1. Platz) für den Roman Sterne über Korsika

## Werke

### Romane
- Das Labyrinth des Daidalos. Iatros Verlag, Potsdam 2011, ISBN 978-3-86963-428-9.
- Im Zeichen der Vanitas. Iatros Verlag, Potsdam 2012, ISBN 978-3-86963-900-0.
- Das Bildnis der Fortuna. Iatros Verlag, Potsdam 2013, ISBN 978-3-86963-925-3.
- Liebe ist tomatenrot. Penguin Verlag, München 2020, ISBN 978-3-328-10452-0.
- Sterne über Korsika. Penguin Verlag, München 2022, ISBN 978-3-328-10669-2.
- Bergblumenzauber. Penguin Verlag, München 2023, ISBN 978-3-328-10915-0.
- mit Heike Abidi: Freundinnen bleiben wir immer. Penguin Verlag, München 2024, ISBN 978-3-328-11055-2
- Christmas Cake und Glitzerschnee. Penguin Verlag, München 2024, ISBN 978-3-328-11097-2

### Unterhaltendes Sachbuch
- mit Heike Abidi: Wetten, ich kann lauter furzen? Wie man als Mutter von Jungs überlebt. Penguin Verlag, München 2019, ISBN 978-3-328-10305-9.
- mit Heike Abidi: Eine wahre Freundin ist wie ein BH: Sie unterstützt dich, lässt dich nie hängen und ist ganz nah an deinem Herzen. Penguin Verlag, München 2020, ISBN 978-3-328-10567-1.
- mit Heike Abidi: Geschwister sind wie Gummibärchen. Sie kleben zusammen, manchmal hat man sie über, aber wir lieben sie ein Leben lang. Penguin Verlag, München 2022, ISBN 978-3-328-10836-8.
- mit Heike Abidi: Großeltern sind wie Eltern, nur mit Zuckerguss. Penguin Verlag, München 2023, ISBN 978-3-328-10952-5

## Mitwirkung in Anthologien
- Heike Abidi, Anja Koeseling (Hrsg.): Herr Doktor, mein Hund hat Migräne! Haar- und fellsträubende Tierarztgeschichten. Eden Books, Berlin 2015, ISBN 978-3-95910-004-5.
- Heike Abidi, Anja Koeseling (Hrsg.): Oh Schreck, du fröhliche. 24 chaotische Geschichten aus der wunderbaren Weihnachtszeit. Eden Books, Berlin 2015, ISBN 978-3-95910-022-9.
- Heike Abidi, Anja Koeseling (Hrsg.): Willkommen in der Bürohölle!: Von schrecklichen Chefs, fiesen Kollegen und unfähigen Untergebenen. Eden Books, Berlin 2016, ISBN 978-3-95910-045-8.
- Heike Abidi, Anja Koeseling (Hrsg.): Urlaubstraum(a). Geschichten vom Ferienwahnsinn. Eden Books, Berlin 2016, ISBN 978-3-95910-062-5.
- Heike Abidi, Anja Koeseling (Hrsg.): Schlachtfeld Klassentreffen. Von alten Feinden in neuem Gewand. Eden Books, Berlin 2016, ISBN 978-3-95910-021-2.
- Heike Abidi, Anja Koeseling (Hrsg.): Wahnsinn Wartezimmer. 28 echt kranke Geschichten. Hrsg. Heike Abidi/Anja Koeseling. Eden Books, Berlin 2017, ISBN 978-3-95910-106-6.
- Heike Abidi, Anja Koeseling (Hrsg.): Urlaubstraum(a) Deutschland: Wellen, Berge, Bauernhof – warum es zu Hause doch am schrägsten ist. Eden Books, Berlin 2017, ISBN 978-3-95910-116-5.
- Heike Abidi, Anja Koeseling (Hrsg.): Advent, Advent, der Christbaum brennt: 24 neue Geschichten aus der chaotischen Weihnachtszeit. Eden Books, Berlin 2017, ISBN 978-3-95910-086-1.
- Heike Abidi, Anja Koeseling (Hrsg.): Unvergesslich. 28 wahre und wildromantische Geschichten von der ersten Liebe. Eden Books, Berlin 2018, ISBN 978-3-95910-137-0.